# Карпеченко, Георгий Дмитриевич
Гео́ргий Дми́триевич Карпе́ченко (21 апреля [3 мая] 1899, Вельск, Вологодская губерния — 28 июля 1941, расстрельный полигон «Коммунарка» НКВД СССР, Московская область) — советский учёный-генетик.
Заведующий отделом генетики Всесоюзного института растениеводства, заведующий кафедрой генетики растений Ленинградского государственного университета, профессор.
Как генетик известен своими работами в области отдалённой гибридизации. За счёт искусственно вызванной полиплоидии он впервые в мире смог получить плодовитые гибриды растений, относящихся к разным родам.
Погиб в годы сталинских репрессий.

## Образование и карьера
Родился в городе Вельске Вологодской губернии (ныне в Архангельской области) в семье землемера, окончил вологодскую гимназию. В 1917 г. поступил в Пермский университет, а через год перевелся на факультет растениеводства Московской сельскохозяйственной академии. Ученик С. И. Жегалова, одного из пионеров научной селекции. После окончания Академии (1922) оставлен на кафедре селекции растений.
В 1925 году приглашен Н. И. Вавиловым во Всесоюзный институт растениеводства (ВИР), организовал лабораторию генетики в Детском Селе (ныне г. Пушкин). Учеником и заместителем Г. Д. Карпеченко по лаборатории был А. Н. Лутков; в лаборатории работали М. И. Хаджинов, В. С. Фёдоров и др. В 1925 году Г. Д. Карпеченко посетил генетические лаборатории 9 европейских стран, в 1927 г. участвовал в Генетическом конгрессе в Берлине, с октября 1929 г. по февраль 1931 г. по Рокфеллеровской стипендии работал в США в лабораториях Э. Бебкока и Т. Г. Моргана. В 1931 году организовал и возглавил кафедру генетики растений в Ленинградском университете, где до 1941 года читал общий курс генетики.

## Вклад в науку
Наиболее значимый вклад в науку он внёс своими работами по отдалённой гибридизации, начатыми ещё в Москве, и продолженными в ВИРе. Обычно межвидовые гибриды оказываются стерильными, поскольку из-за нарушения плоидности они не в состоянии завершить мейоз, особого рода деление клеточного ядра, необходимое для формирования гамет у животных, а также пыльцы и семязачатков у цветковых растений.
Карпеченко работал с капустно-редечным гибридом Рафанобрассика, полученным в результате скрещивания растений из разных родов семейства крестоцветных. Как и многие межвидовые гибриды, он был стерилен, поскольку в каждой из клеток присутствовало по одной копии гаплоидного хромосомного набора редьки и капусты. Хромосомы редьки и капусты не вступали в конъюгацию при мейозе, в результате чего невозможно было получить пыльцу и семязачатки, из которых после оплодотворения могли бы развиться семена гибридного растения. Карпеченко в 1924 году году обнаружил полиплоидию у образцов капусты и редьки, возникшую спонтанно при хранении, что повлекло за собой образование межвидовых гибридов. У этой новой полиплоидной формы каждая клетка содержала диплоидный набор хромосом редьки и диплоидный набор хромосом капусты. В результате конъюгация снова стала возможна, и способность к мейозу была восстановлена.
Хотя работа не оправдала надежд на получение капусто-редьки, сочетавшей полезные качества обоих овощей (гибрид был пригоден только для скармливания скоту), Карпеченко показал принципиальную возможность преодоления стерильности, возникающей при отдаленной гибридизации. Тем самым он заложил теоретические основы для использования отдаленной гибридизации в селекционной работе и существенно пополнил представления о возможных путях генной инженерии цветковых растений. Классическая работа Карпеченко по капустно-редечным гибридам была опубликована в 1927 году.

## Арест и гибель
Г. Д. Карпеченко участвовал в известных дискуссиях с лысенковцами 1936 и 1939 годов на стороне генетиков.
Арестован 15 февраля 1941 года по сфабрикованным обвинениям в шпионско-вредительской деятельности, к которой была добавлена открытая борьба под руководством Н. И. Вавилова против «передовых методов научно-исследовательской работы и ценнейших достижений академика Лысенко по получению высоких урожаев». Приговорен Военной коллегией Верховного суда СССР 9 июля 1941 года по сфабрикованному обвинению в участии в «антисоветской вредительской организации». Расстрелян 28 июля 1941 года.
Реабилитирован посмертно 21 апреля 1956 года.

## Память
В городе Вельске на доме, где родился Г. Д. Карпеченко (ул. Дзержинского, 53/ул. Карпеченко, 9), установлена мемориальная доска. В Вельске открыт научно-образовательный центр «Дом Карпеченко», установлен памятник Г. Д. Карпеченко, его именем названа улица. В 2009 году Г. Д. Карпеченко присвоено звание «Почётного гражданина города Вельска».